# Offensive de Sandomierz-Silésie
Seconde Guerre mondiale
L'offensive de Sandomierz-Silésie est une opération militaire de l'Armée rouge sur le front de l'Est, faisant partie de l'offensive soviétique Vistule-Oder (12 janvier - 3 février 1945) pendant la Seconde Guerre mondiale. Elle est menée par le 1er front ukrainien sous le commandement d'Ivan Koniev.
Le 1er front débute son offensive le 12 janvier, au départ de la tête de pont de Sandomierz. En 6 jours, l'unité militaire de l'Armée rouge perce le front allemand sur une longueur de 250 km et avance de 120 km à 150 km ; vers la fin de l'offensive, les Soviétiques se sont approchés de Breslau (Wrocław) et commencent leurs traversées du fleuve Oder.

### Sources
- Sims, D and Schilling, A. Breakout from the Sandomierz Bridgehead, Field Artillery, Oct 1990
- Henryk Stańczyk, Operacja sandomiersko-śląska 1 Frontu Ukraińskiego. Bitwa o Górny Śląsk, Warszawa, WIH:Historia Militaris Polonica, 1996,  (ISBN 83-86213-29-9)